# NGC 1532
NGC 1532 ist eine Balken-Spiralgalaxie vom Hubble-Typ SBb im Sternbild Eridanus am Südsternhimmel. Sie ist rund 40 Millionen Lichtjahre von der Milchstraße entfernt und hat einen Durchmesser von etwa 180.000 Lichtjahren. Die Entfernungsmessungen basierend auf den Radialgeschwindigkeiten stimmen nicht mit den rotverschiebungsunabhängigen Entfernungsschätzungen von 58 ± 6 Millionen Lichtjahren überein.

Die Galaxie steht mit der wesentlich kleineren linsenförmigen NGC 1531 in gravitativem Kontakt. Im Bild sehr schön an den Verformungen und Sternentstehungsgebieten (lila & blau) erkennbar.
Das Objekt wurde am 29. Oktober 1826 von dem schottischen Astronomen James Dunlop entdeckt.

## NGC 1532-Gruppe (LGG 111)
| Galaxie   | Alternativname | Entfernung/Mio. Lj |
| --------- | -------------- | ------------------ |
| NGC 1531  | PGC 14635      | 47                 |
| NGC 1537  | PGC 14695      | 58                 |
| NGC 1532  | PGC 14638      | 40                 |
| IC 2040   | PGC 14670      | 54                 |
| IC 2041   | PGC 14656      | 50                 |
| PGC 14566 | ESO 420-5      | 336!               |
| PGC 14590 | ESO 420-6      | 56                 |
| PGC 14617 | ESO 420-9      | 55                 |
| PGC 14664 | ESO 359-29     | 33                 |
| PGC 14674 | ESO 359-31     | 61                 |